# 需要関数
需要関数（じゅようかんすう）とは経済学用語の一つ。ある財が価格などといった市場の変化により、それが需要に及ぼすであろう大きさを関数という形で表したもの。需要関数にもっとも大きな変化を及ぼすであろう場合は、売り上げの調査対象としている財そのものの価格の変化である。他には、その財そのものの価格に変化が生じていない場合でも、その財の代替財となっている財の価格が上昇すればその財の需要が上昇し、その財の補完財となっている財の価格が上昇すればその財の需要が減少するということもある。